# Alexanderkirche (Warschau)

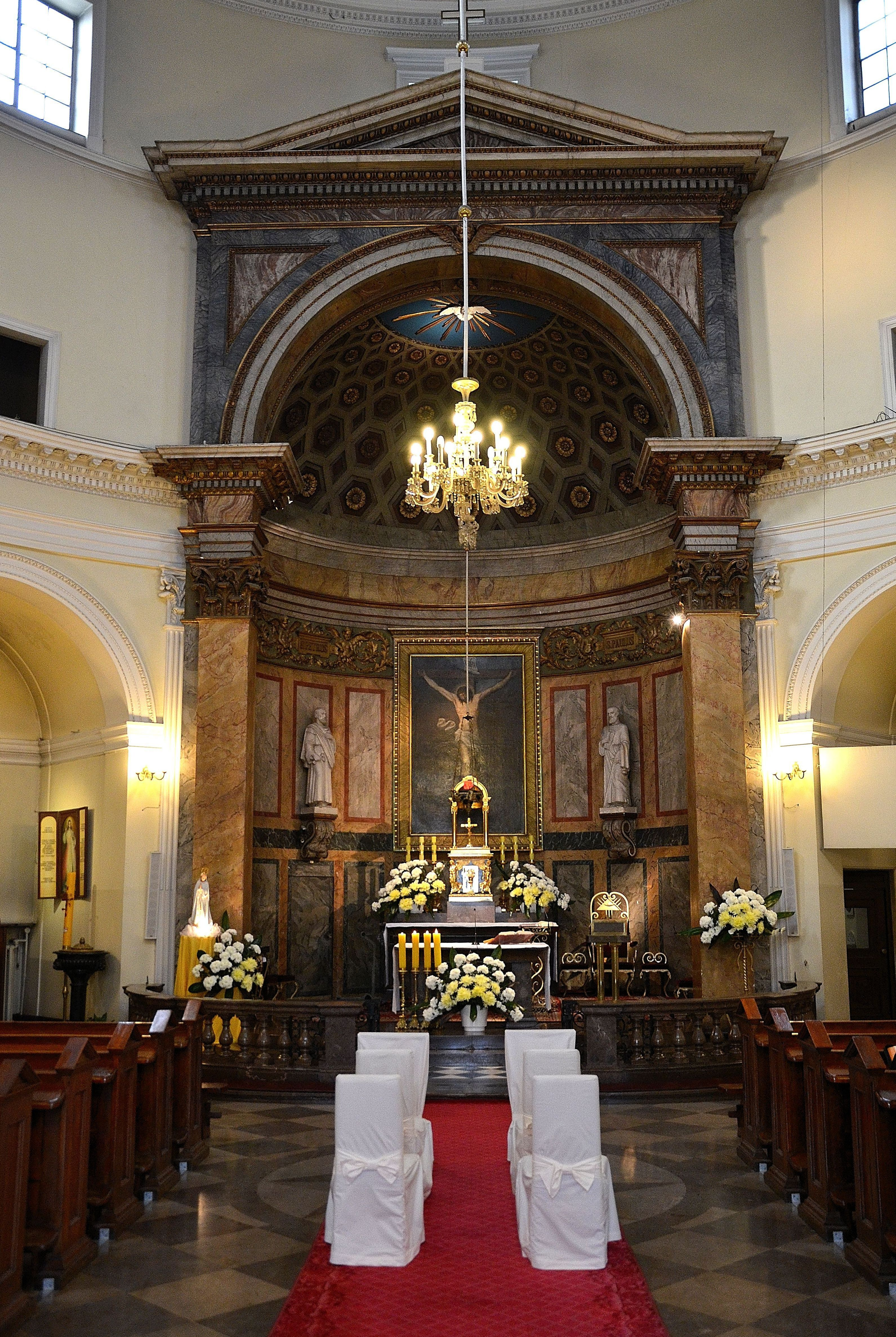
Altar

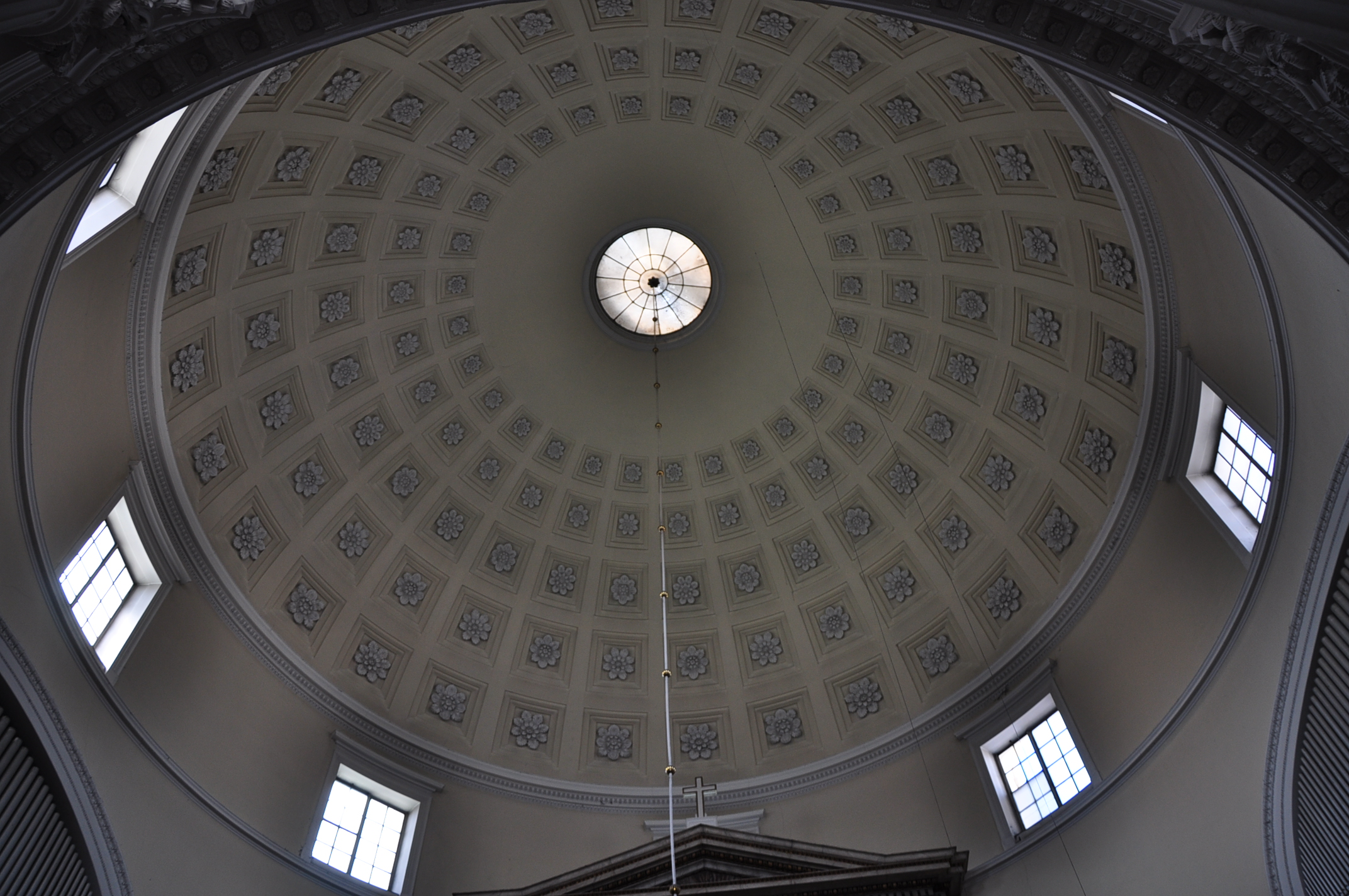
Kuppel

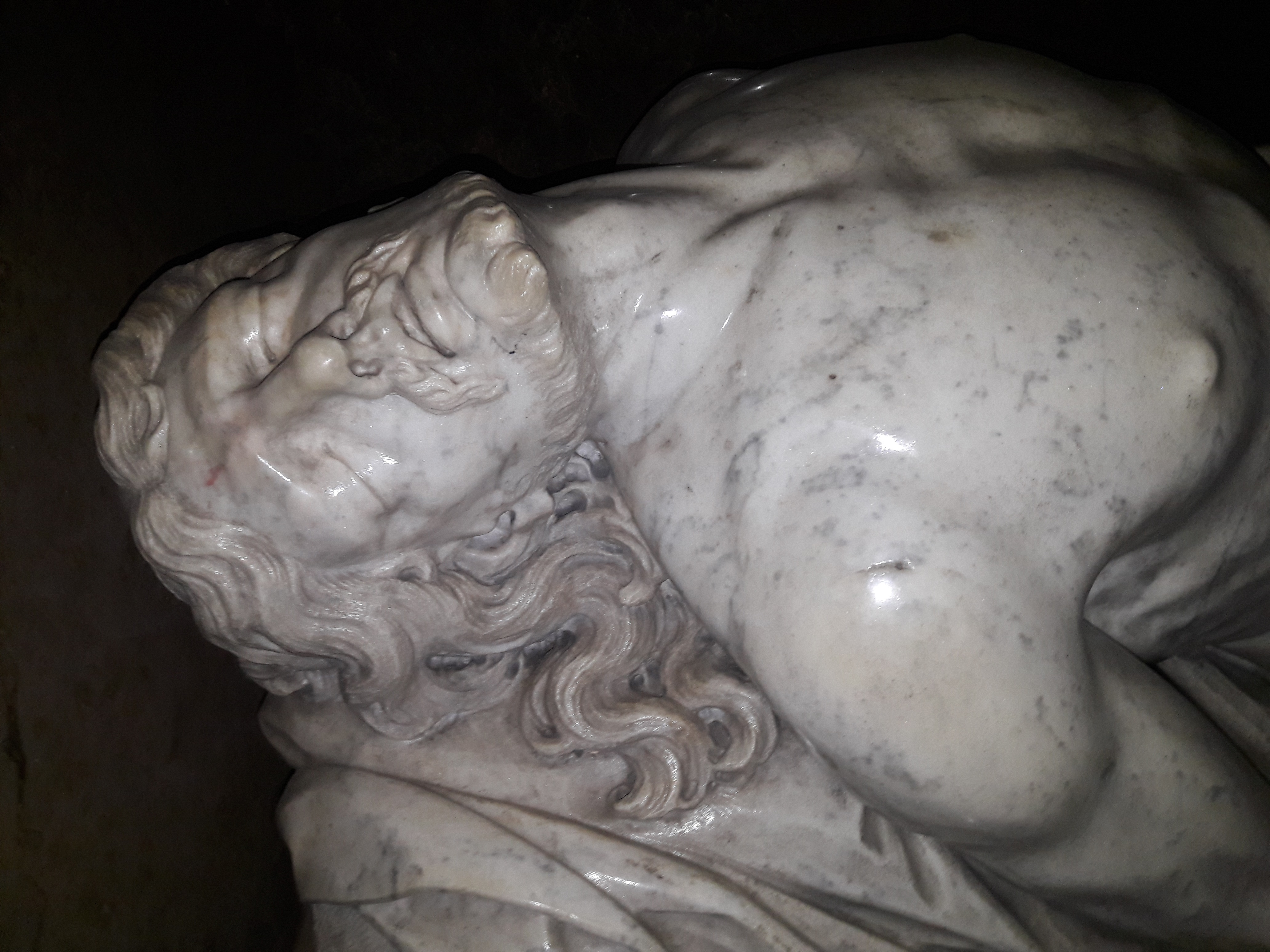
Barocke Jesu-Leichnam-Statue

Die katholische Kirche des Heiligen Alexander (polnisch Kościół św. Aleksandra) in Warschau ist eine katholische Pfarrkirche auf dem Platz der Drei Kreuze, dem zentralen Teil des Warschauer Königswegs zwischen der Neuen Welt und den Ujazdowski Alleen.

## Geschichte
Die Kirche wurde in den Jahren 1818 bis 1826 im Stil des Klassizismus auf Initiative von Zar Alexander I. von Chrystian Piotr Aigner erbaut. Der Bau wurde zum großen Teil von Józef Zajączek und einer öffentlichen Sammlung finanziert. Die Kirche wurde in der zweiten Hälfte des 19. Jahrhunderts von Józef Pius Dziekoński im Stil der Neorenaissance mit Zügen der Neugotik umgebaut. Die Kirche wurde während des Warschauer Aufstands von der Wehrmacht zunächst bombardiert, nach dem Krieg aber im ursprünglichen Stil von Aigner wieder aufgebaut.
„Die Rekonstruktion dieses Gebäudes in seinen Zustand vor der Umgestaltung im späteren neunzehnten Jahrhundert muss als vorsätzlich verstanden werden. Der Wiederaufbau der Alexanderkirche in Warschau wird zum Akt der Legitimierung der polnischen Volksrepublik als rechtmäßige Nachfolgerin des unabhängigen Polen und Erbe des Staates, der die Verfassung vom 3. Mai 1791 angenommen hat“.

## Geographische Lage
Die Kirche befindet sich auf dem Warschauer Königsweg in der Mitte des Platzes der Drei Kreuze.